# Hystrix primigenia
Hystrix primigenia — вымерший вид грызунов семейства дикобразовых. Жил в конце миоцена и плиоцене. Окаменелости этого вида были обнаружены в основном в Южной Европе, от Испании до Турции, а также в Северной Африке. Самые ранние окаменелости были найдены в Греции и на Балканском полуострове.
Hystrix primigenia был намного крупнее современных дикобразов, возможно, в два раза больше самых крупных современных видов. Вероятно, он произошел от более мелкого и примитивного вида, известного как Hystrix suevica. Hystrix primigenia, по-видимому, были приспособлены к теплому сухому климату и населяли лесистые местности.